# Krzesąd
Krzesąd – staropolskie imię męskie, złożone z uproszczonego członu Krzesi- ("wskrzeszać, przywracać do życia, podnosić") i członu -sąd ("sądzić"). Być może znaczyło "ten, któremu sądzone jest przywracanie życia" albo "ten, który przywraca prawdziwy osąd".
Krzesąd imieniny obchodzi 28 stycznia.